# Andreas Möller (Maler)

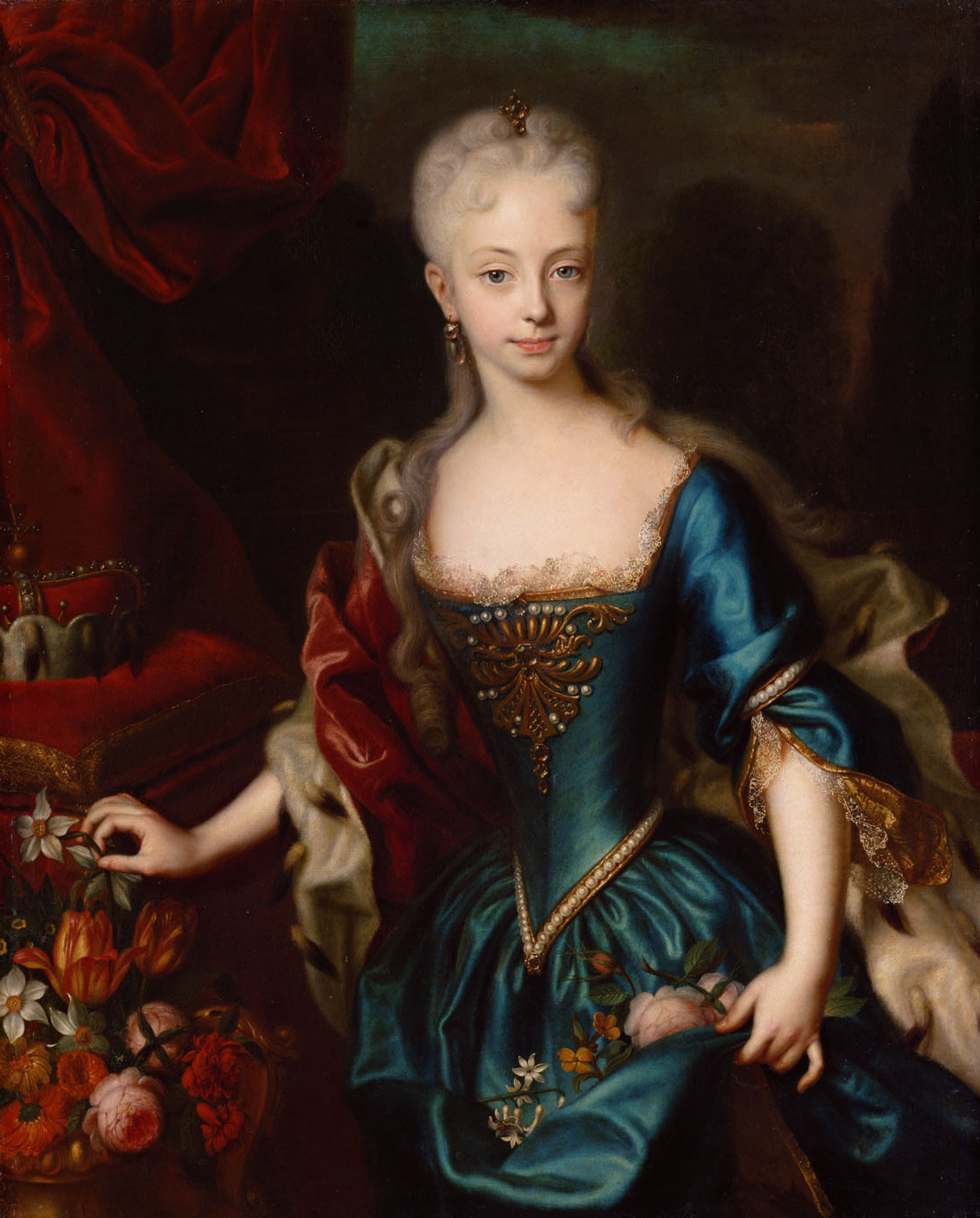
Maria Theresia als Mädchen, gemalt von Andreas Möller im Jahr 1727

Andreas Möller (nach anderen Schreibweisen Andreas Møller, Andreas Moeller, Andreas Millar oder Andreas Millear) (* 30. November 1684 in Kopenhagen; † nach 1752, wahrscheinlich 1762 in Berlin) war ein dänischer Miniatur- und Porträtmaler, der an vielen europäischen Fürstenhöfen arbeitete.

## Leben und Werk
Andreas Möller war der erste dänische Maler von internationalem Rang. Andreas war der Sohn Daniel Møllers, des Zeichenlehrers des dänischen Königs Frederik IV. Schon in seiner Jugend verbrachte Andreas Möller viel Zeit im Ausland, besonders in London. Er galt als „halber Engländer“ und wurde später, zur Unterscheidung von seinem Vater, auch als der „englische Möller“ bezeichnet. 1712 verließ er Dänemark endgültig, um in Wien, Kassel, Dresden, London, Paris, Florenz, Mannheim, Leipzig und Berlin zu arbeiten, wo überall Werke von ihm erhalten sind. Zu seinen Arbeiten zählen vor allem Porträts von Mitgliedern europäischer Königs- und Fürstenhäuser, darunter ein Porträt Maria Theresias als Mädchen im Alter von elf Jahren aus dem Jahr 1727 und König Friedrichs I. von Preußen, das wahrscheinlich als Kopie eines anderen Werks erst nach dessen Tod im Jahr 1713 entstanden ist. 1715 bis ca. 1721 war er Hofmaler des Landgrafen Karl von Hessen-Kassel. Danach war Andreas Möller in Wien tätig, wo er Kaiser Karl VI. sowie die Kaiserin und die Töchter des Paares porträtierte.
König Christian VI. von Dänemark und Norwegen traf Andreas Möller in Dresden und erwarb seine in den Jahren 1732 und 1733 gemalten neun Idealporträts schöner Damen für das Schloss Amalienborg. Heute sind diese Gemälde im Staatlichen Kunstmuseum Kopenhagen ausgestellt. Von 1736 bis 1741 beschäftigte Christian VI. ihn als Hofmaler. Aus dieser Zeit stammen die Porträts des Königs und seiner Frau Sophie Magdalene von Brandenburg-Kulmbach sowie des Kronprinzen und späteren Königs Frederik V. als Knabe.
1737 entstand das einzige bekannte Genrebild Andreas Möllers. Es zeigt einen Boxkampf in den Straßen von London und damit die erste Darstellung dieser Kampfsportart auf einem Gemälde. 1749 kaufte Landgraf Wilhelm VIII. von Hessen-Kassel das Bild, das heute wieder in Kassel zu sehen ist.
Möller war auch ein Meister der Miniaturmalerei. Als einer der ersten Maler in Europa benutzte er Elfenbein als Malgrund. Andreas Möller hat wahrscheinlich die Miniaturensammlung des Königs Frederik IV. studiert, die sich damals im Schloss Rosenborg in Kopenhagen befand. Er kam dadurch mit den frühen Miniaturen der venezianischen Malerin Rosalba Carriera (1675–1757) in Berührung und entwickelte diese Kunst weiter. Für das Kaiserhaus in Wien schuf er mehrere Porträtminiaturen.
Seinen Lebensabend verbrachte Möller in Berlin, wo er – wahrscheinlich im Jahr 1762 – verstarb.